# Gabriel Cortez
Gabriel Jhon Cortez Casierra (Esmeraldas, 10 de outubro de 1995) é um futebolista equatoriano, que joga como meio-campo. Atualmente joga pelo Barcelona de Guayaquil.

## Carreira

### Independiente del Valle
Começou nas categorias de base do Independiente del Valle, da categoria Sub-16 à categoria sênior. No profissional ele jogou uma partida da Copa Sul-americana e 3 partidas da Copa Libertadores da América.

### Lobos BUAP
Em 24 de dezembro de 2018, foi anunciado com novo reforço do Lobos BUAP para a disputa do torneio Clausura 2018, estreou com um golaço a frente do Santos Laguna na primeira rodada da Liga MX.

### Emelec
No dia 7 de janeiro 2019, foi emprestado ao Emelec para disputa da Copa Libertadores.

### Botafogo
No dia 23 de janeiro 2020, foi emprestado ao Botafogo até o final do ano, com passe estipulado em 1 milhão de dólares.

## Prisão
Gabriel Cortez foi preso pela polícia equatoriana em abril de 2022, durante uma operação policial na província de Esmeraldas. O jogador foi acusado de ordenar assassinatos e receber informações sobre as vítimas de uma organização criminosa acusada de crimes como narcotráfico, assassinatos e tráfico de armas.

## Seleção Nacional
Cortez foi convocado para a seleção equatoriana de base. Em sua primeira convocação para a seleção principal, foi dispensado após deixar a concentração para ir a uma noitada. Comandado por Sixto Vizuete, teve boas atuações em uma Copa do Cotif disputada na Espanha, onde o Equador estava em quarto lugar. Ele foi convocado com a equipe sênior para as partidas de qualificação contra as equipes do Paraguai e Colômbia.